# 岩永洋昭
岩永洋昭（1979年11月23日—），是一位日本知名男演員及模特兒，於長崎縣東彼杵郡波佐見町出生，福岡工業大学畢業。身高187公分。

## 簡歷
在2008年放映的特攝片多米英雄援救武裝（港譯：Tomica Hero搜救戰隊，台譯：119特警隊），演出石黒鋭二/R5一角令知名度大大提高，續編多米英雄烈火拯救隊（台譯：119特警隊打火英雄）中，在第38話客串演出。 由於劇中石黑銳二的是救援隊隊長，所以同劇演員和劇組工作人員以「隊長」稱呼他。 
2009年11月23日，東武動物公園舉行「搜救戰隊特別演唱會」，同場舉辦了他的30歲驚喜生日派對。 
2010年參與演出『假面騎士OOO』，飾演伊達明/假面騎士Birth一角。
伊達明一角蓄了短鬍子，髮型亦故意與多米英雄援救武裝時的石黑銳二有所分別，廣受好評。 
身形健美，於2012年3月發售的寫真集「洋(ひろ)」中，毫不吝嗇地分享背面裸照。他本人亦因暴露程度而評價寫真集為「這幾乎是色情刊物」的驚人言論。
於2014年出演宇宙刑事シャイダー NEXT GENERATION 並演出主角烏丸舟 / 宇宙刑事シャイダー 與後續的Space Squad系列
。
於2020年，相隔十年再度參演假面騎士系列於《假面騎士ZI-O NEXT TIME Geiz Majesty》，同樣飾演『假面騎士OOO』中伊達明/假面騎士Birth一角。
2022年7月宣佈將於2023年2月加入演歌團體純烈，替代年末畢業的小田井良平。

## 外部連結
- 事務所介紹頁面
- 岩永洋昭的官方blog （页面存档备份，存于）